# Carolina Durante
Carolina Durante és un grup de música madrileny format l'any 2017, amb un estil variant entre l'indie rock, el pop rock i el punk. Està compost per Diego Ibáñez (veu), Martín Vallhonrat (baix), Juan Pedrayes (bateria) i Mario del Valle (guitarra).
Han publicat tres àlbums: Carolina Durante (2019), Cuatro Chavales (2022) i Elige Tu Propia Aventura (2024). El primer i el tercer van ser considerats per la revista Mondo Sonoro el millor àlbum nacional de l'any. Han tocat a festivals espanyols com el Mad Cool, el Bilbao BBK Live, el Festival Internacional de Benicàssim, el Primavera Sound o la Verbena de Interchamizos Binéfar, a més de a KEXP, important emisora de música alternativa a Seattle, Estats Units. També han realitzat diverses gires per Amèrica Llatina.

## Història
El seu primer extended play, titulat Necromántico, va sortir a la venda el desembre de 2017, seguit per Examiga, que inclou cançons com «Cayetano», el maig de 2018. Aquell any també publiquen el senzill «Perdona (Ahora sí que sí)» amb Amaia Romero, que va suposar un dels seus majors èxits. El seu àlbum debut homònim, Carolina Durante, va ser llançat el 2019, amb la discogràfica Sonido Muchacho.
El 2022 apareix el seu segon àlbum, Cuatro Chavales, havent publicat durant el 2021 diversos senzills del mateix, com «Famoso en tres calles» o «10». El seu tercer àlbum, Elige Tu Propia Aventura, arriba a l'octubre del 2024, incorporant nous instruments com pianos i cordes per primer cop. L'àlbum inclou la cançó «Normal», que compta amb un vers cantat per Rosalía. L'àlbum va ser considerat el millor àlbum nacional de l'any per la revista Mondo Sonoro.

## Discografia

### Àlbums d'estudi
- Carolina Durante (2019)
- Cuatro Chavales (2022)
- Elige Tu Propia Aventura (2024)

### EP
- Necromántico (2017)
- Examiga (2018)
- Del Horno a la Boca (2020)

### Senzills
- «La noche de los muertos vivientes» (2017)
- «En verano» (2017)
- «Necromántico» (2017)
- «Cayetano» (2018)
- «Niña de hielo» (2018)
- «300 golpes» (2018)
- «El himno titular» (2018)
- «Perdona (ahora sí que sí)» amb Amaia (2018)
- «Joder, no sé» (2019)
- «Las canciones de Juanita» (2019)
- «El año» (2019)
- «El perro de tu señorío» (2019)
- «Nuevas formas de hacer el ridículo» (2019)
- «No tan jóvenes» (2019)
- «La canción que creo que no te mereces» amb J (Los Planetas) (2020)
- «El parque de las balas» (2020)
- «Lo Segundo, Ya No Tanto» (2020)
- «Espacio vacío» amb Él Mató a un Policía Motorizado (2020)
- «Famoso en tres calles» (2021)
- «Moreno de contrabando» (2021)
- «10» (2021)
- «La planta que muere en la esquina» (2022)
- «Granja escuela» (2022)
- «Salvaje pasión» (2022)
- «Casa Kira» amb Orslok (2022)
- «Marta, Sebas, Guille y los demás» cover de Amaral (2023)
- «Ya no hay verano» cover de Depresión Sonora (2023)
- «Markusiano» amb Depresión Sonora (2023)
- «Elige tu propia aventura» (2024)
- «Yo pensaba que me había tocado Dios» amb Barry B (2024)
- «Joderse La Vida» (2024)
- «Misil» (2024)
- «Hamburguesas» (2024)